# Велоспорт на летних Олимпийских играх 2008 — спринт (женщины)
Соревнования в спринте по велоспорту среди женщин на летних Олимпийских играх 2008 прошли с 17 по 19 августа. Приняли участие 12 спортсменок из 11 стран.

## Призёры
| Золото                           | Серебро             | Бронза        |
| Виктория Пендлтон Великобритания | Анна Мирз Австралия | Го Шуан Китай |

## Рекорды
| Мировой рекорд     | Ольга Слюсарева (RUS) | 10,831 с | Москва, Россия | 25 апреля 1993 |
| Олимпийский рекорд | Мишель Феррис (AUS)   | 11,212 с | Атланта, США   | 24 июля 1996   |

## Результаты

### Квалификация
| Место | Спортсменка                | Результат   |
| ----- | -------------------------- | ----------- |
| 1     | Виктория Пендлтон (GBR)    | 10,963 с OR |
| 2     | Го Шуан (CHN)              | 11,106 с    |
| 3     | Анна Мирз (AUS)            | 11,140 с    |
| 4     | Вилли Канис (NED)          | 11,167 с    |
| 5     | Симона Крупецкайте (LTU)   | 11,222 с    |
| 6     | Клара Санчес (FRA)         | 11,365 с    |
| 7     | Наталья Цилинская (BLR)    | 11,372 с    |
| 8     | Дженни Рид (USA)           | 11,400 с    |
| 9     | Лисандра Гуэрра (CUB)      | 11,462 с    |
| 10    | Эйвонне Хейгенар (NED)     | 11,533 с    |
| 11    | Светлана Гранковская (RUS) | 11,544 с    |
| 12    | Сакиэ Цукуда (JPN)         | 12,134 с    |

### 1/8 финала
| Место | Спортсмен               | Результат |
| ----- | ----------------------- | --------- |
| 1     | Виктория Пендлтон (GBR) | 11,736 с  |
| 2     | Сакие Тсукуда (JPN)     |           |

| Место | Спортсмен                  | Результат |
| ----- | -------------------------- | --------- |
| 1     | Го Шуан (CHN)              | 11,410 с  |
| 2     | Светлана Гранковская (RUS) |           |

| Место | Спортсмен              | Результат |
| ----- | ---------------------- | --------- |
| 1     | Анна Мирз (AUS)        | 11,663 с  |
| 2     | Эйвонне Хейгенар (NED) |           |

| Место | Спортсмен             | Результат |
| ----- | --------------------- | --------- |
| 1     | Вилли Канис (NED)     | 12,155 с  |
| 2     | Лисандра Гуэрра (CUB) | REL       |

| Место | Спортсмен                | Результат |
| ----- | ------------------------ | --------- |
| 1     | Дженни Рид (USA)         | 11,955 с  |
| 2     | Симона Крупецкайте (LTU) |           |

| Место | Спортсмен               | Результат |
| ----- | ----------------------- | --------- |
| 1     | Клара Санчес (FRA)      | 11,607 с  |
| 2     | Наталья Цилинская (BLR) |           |

### Дополнительный раунд
| Место | Спортсмен               | Результат |
| ----- | ----------------------- | --------- |
| 1     | Наталья Цилинская (BLR) | 11,871 с  |
| 2     | Лисандра Гуэрра (CUB)   |           |
| 3     | Сакие Тсукуда (JPN)     |           |

| Место | Спортсмен                  | Результат |
| ----- | -------------------------- | --------- |
| 1     | Симона Крупецкайте (LTU)   | 12,123 с  |
| 2     | Светлана Гранковская (RUS) |           |
| 3     | Эйвонне Хейгенар (NED)     |           |

### Четвертьфинал
| Место | Спортсмен                | Результат 1 гонки | Результат 2 гонки |
| ----- | ------------------------ | ----------------- | ----------------- |
| 1     | Виктория Пендлтон (GBR)  | 11,389 с          | 11,672 с          |
| 2     | Симона Крупецкайте (LTU) |                   |                   |

| Место | Спортсмен               | Результат 1 гонки | Результат 2 гонки |
| ----- | ----------------------- | ----------------- | ----------------- |
| 1     | Го Шуан (CHN)           | 11,501 с          | 11,627 с          |
| 2     | Наталья Цилинская (BLR) |                   |                   |

| Место | Спортсмен          | Результат 1 гонки | Результат 2 гонки |
| ----- | ------------------ | ----------------- | ----------------- |
| 1     | Анна Мирз (AUS)    | 11,716 с          | 12,108 с          |
| 2     | Клара Санчес (FRA) |                   |                   |

| Место | Спортсмен         | Результат 1 гонки | Результат 2 гонки |
| ----- | ----------------- | ----------------- | ----------------- |
| 1     | Вилли Канис (NED) | 11,944 с          | 11,767 с          |
| 2     | Дженни Рид (USA)  |                   |                   |

### Полуфинал
| Место | Спортсмен               | Результат 1 гонки | Результат 2 гонки |
| ----- | ----------------------- | ----------------- | ----------------- |
| 1     | Виктория Пендлтон (GBR) | 11,537 с          | 11,885 с          |
| 2     | Вилли Канис (NED)       |                   |                   |

| Место | Спортсмен       | Результат 1 гонки | Результат 2 гонки | Результат 3 гонки |
| ----- | --------------- | ----------------- | ----------------- | ----------------- |
| 1     | Анна Мирз (AUS) |                   | 11,578 с          | 11,617 с          |
| 2     | Го Шуан (CHN)   | 11,629 с          |                   | REL               |

### Гонка за девятое место
| Место | Спортсмен                  | Результат |
| ----- | -------------------------- | --------- |
| 1     | Светлана Гранковская (RUS) | 12,192 с  |
| 2     | Лисандра Гуэрра (CUB)      |           |
| 3     | Эйвонне Хейгенар (NED)     |           |
| 4     | Сакие Тсукуда (JPN)        |           |

### Гонка за пятое место
| Место | Спортсмен                | Результат |
| ----- | ------------------------ | --------- |
| 1     | Клара Санчес (FRA)       | 12,264 с  |
| 2     | Наталья Цилинская (BLR)  |           |
| 3     | Дженни Рид (USA)         |           |
| 4     | Симона Крупецкайте (LTU) | REL       |

### Гонка за третье место
| Место | Спортсмен         | Результат 1 гонки | Результат 2 гонки |
| ----- | ----------------- | ----------------- | ----------------- |
| 1     | Го Шуан (CHN)     | 11,420 с          | 11,617 с          |
| 2     | Вилли Канис (NED) |                   |                   |

### Финал
| Место | Спортсмен               | Результат 1 гонки | Результат 2 гонки |
| ----- | ----------------------- | ----------------- | ----------------- |
| 1     | Виктория Пендлтон (GBR) | 11,363 с          | 11,118 с          |
| 2     | Анна Мирз (AUS)         |                   |                   |